# Parabellum pistole Model 1908
Парабелум Пістолет Модель 1908 (Pistole 08, P08, Parabellum, Luger, Luger-Parabellum, Borchardt-Luger) — німецький самозарядний пістолет калібру 9 мм. Зброя двох світових воєн та багатьох локальних конфліктів, один із найвдаліших зразків подібних систем пістолетів. Високі бойові якості, оригінальний дизайн забезпечили P08 величезну популярність.

## Технічні характеристики та особливості конструкції
У пістолета велика дульна енергія — 447 Дж Має надійну та міцну конструкцію, гарне балансування та прикладистість. Великий, близько 120°, нахил руків'я, забезпечує зручне утримання та стрільбу навскидку, від живота. Розташування центра ваги зброї в місці її утримання забезпечують йому нечутливість до змін загальної маси по мірі відстрілу набоїв. Довга прицільна лінія та м'який спуск сприяють високій купчастості (кучності) та влучності при стрільбі. На відстані 50 метрів купчастість бою становила 50—53 мм. Низьке розташування каналу ствола сприяє зменшенню підскоку зброї при пострілі. Кількість відмов при пострілах (осічок) була незначною, головним чином через неналежне поводження та поганий догляд за зброєю, а також при використанні неякісних набоїв. Конструктивне виконання ускладнює потрапляння бруду в механізми пістолета.
Під час Першої світової війни P08 додатково модернізували: вдосконалили шептало, що дозволило зво́дити ударник при увімкненому запобіжнику; була змонтована защіпка, яка призначена для утримання затвора у відкритому положенні; на тильному боці рукоятки знову з'явилися пази для кріплення дерев'яної кобури-прикладу, відсутні в перших серійних виробах.
Найефективнішим був постріл на дистанції 25—50 метрів. При влученні під кутом 90° з відстані 10 метрів куля пробивала німецьку сталеву каску, а на дистанції 50 метрів соснове дерево завтовшки 150 мм.
Маючи визнані переваги, в той же час Parabellum був складний у виробництві і, як наслідок, дуже дорогим. Для виробництва P08 було потрібно 6,1 кг металу, при цьому виконувалося 778 окремих операцій, у тому числі 642 операції на верстатному устаткуванні та 136 операцій вручну.

### Характеристикипістолета
- Калібр 9 мм. під патрон 9×19mm Parabellum
- Швидкість стрільби — 27—30 пострілів за хвилину
- Вага без патронів — 0,890 кг
- Вага з патронами — 0,990 кг
- Довжина — 217 мм
- Висота — 135 мм
- Довжина ствола — 100 мм
- Початкова швидкість кулі — 320 м/с
- Магазин — 8 патронів
- Прицільна дальність пострілу — 50 метрів

Характерні особливості конструкції:
- Екстрактор розташований зліва (стріляні гільзи викидаються ліворуч та вверх)
- Один запобіжник прапорцевого (флажкового типу) на лівій стороні рамки
- Є вказівник наявності патрона в патроннику

Вказівник наявності патрона в патроннику — фірмова ознака пістолетів Parabellum. Вперше застосовано на «Морський моделі 1904». Видаляючи стріляну гільзу, викидач одночасно вказував на наявність патрона в патроннику. На його боковій поверхні був напис: «GELADEN» (заряджено), який було видно, коли патрон був у патроннику. В темний час доби стрілець міг по виступаючому викидачу зрозуміти, чи заряджена зброя. Напис «GESICHERT» (безпечно), вигравіруваний з лівої задньої сторони рамки під клямкою запобіжника, вказував, що патрон у патроннику відсутній, та був видний, коли пістолет поставлено на запобіжник.

### Принцип дії
Принцип роботи P08 [Архівовано 21 липня 2019 у Wayback Machine.]

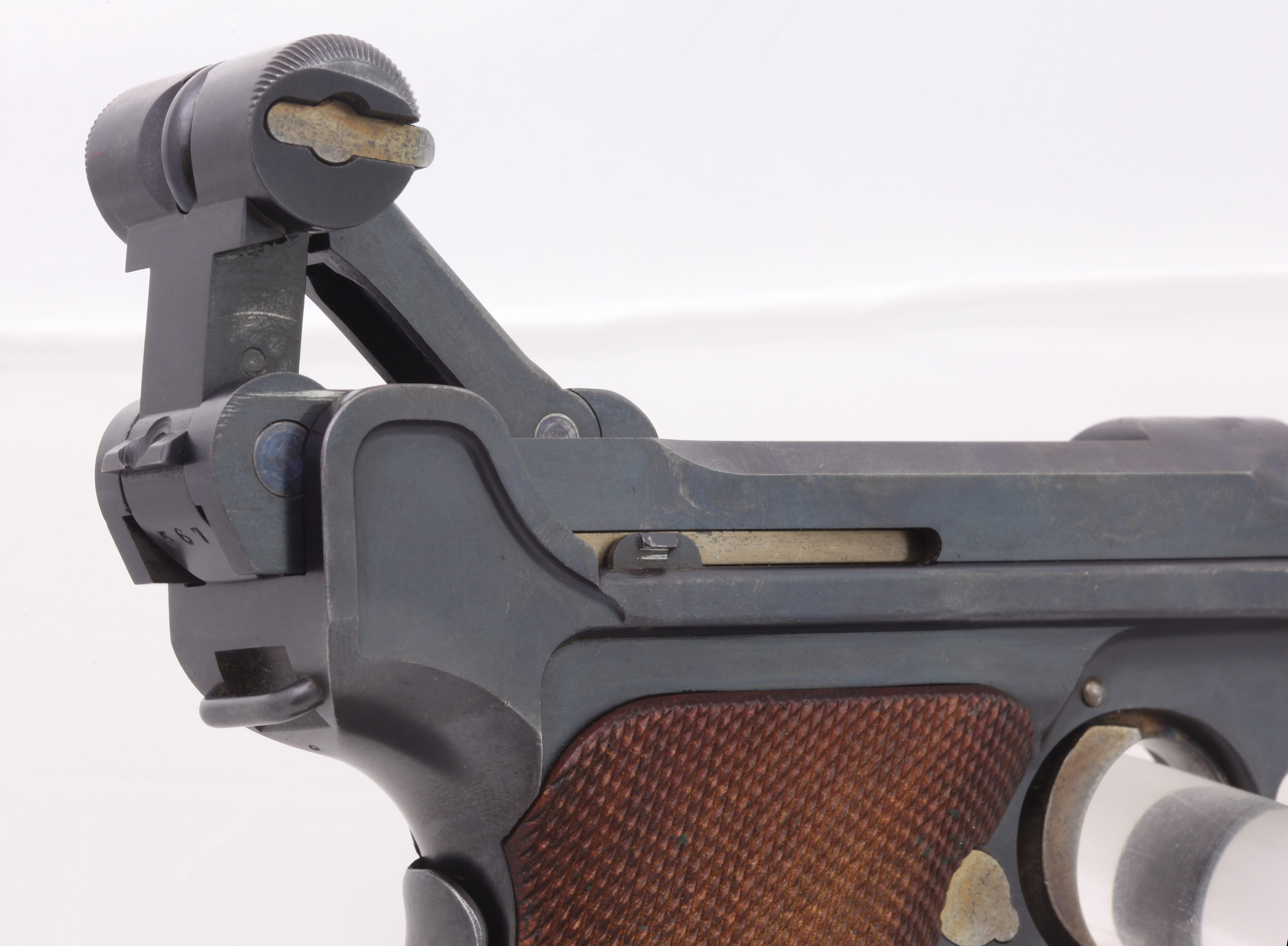
Механізм замикання в крайньому задньому положенні.

Схема автоматики пістолета

Автоматика пістолета працює за принципом відбою ствола при короткому його ході Ствол перед пострілом запирається затвором з системою колінчастих важелів, які знаходяться в положенні «мертвої точки». У момент пострілу під дією відбою ствола, ствольна коробка та затвор відходить назад. При цьому ковзання роликів середнього шарніру по похилих площинах верхньої задньої частини рамки примушує його трохи піднятися та здійснити відпирання ствола, після чого затвор відходить в крайнє заднє положення, стискаючи поворотну пружину та видаляє гільзу, яку відбивач виштовхує у вікно ствольної коробки. Потім під дією поворотної пружини затвор рухається вперед, видаляє із магазина черговий патрон та досилає його в патронник ствола. Запірні важелі стають у положення «мертвої точки».

## Модифікації

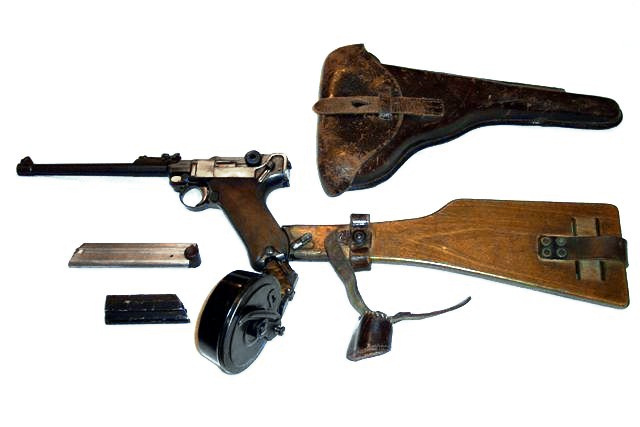
Штурмовий P17 з дисковим магазином та кобурою-прикладом

### «Die Lange Pistole 1908»
Артилерійський варіант, скорочено LP08, створено конструкторами DWM для розрахунків артилерійських гармат та кулеметних команд. Довжина ствола 200 мм. Секторний приціл на 800 метрів, на тильному боці руків'я знаходиться паз для кріплення дерев'яної кобури-прикладу. Прийнято на озброєння 3 липня 1913 військовими частинами Пруссії, Саксонії та Вюртемберга.

### Штурмовий пістолет P17
Створено на базі LP08 під час Першої світової війни. Наприкінці 1916 прийнято на озброєння. Замість магазина на 8 патронів застосовано дисковий магазин «равликового» типу TM08 (нім. Trommelmagazin) на 32 патрони, конструкції інженера Державного арсеналу в м. Ерфурті Фрідріха Блюма, запатентований ним у Німеччині 1916.
- Початкова швидкість кулі 350—380 м/сек
- Убивча дія зберігалась на дистанції понад 200 метрів

## Історія створення

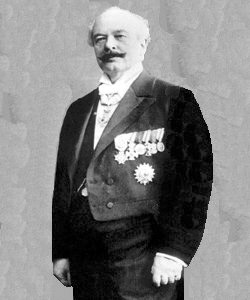
Георг Йоган Люгер

Пістолет винайшов австрійський інженер-зброяр Георг Люгер (нім. Georg Luger, 1849—1923).
Назва «Parabellum» з'явилася у 1903. Авторство приписують директору німецького підприємства «Deutsche Waffen und Munitionsfabriken» (DWM), який вигадав її з рекламною метою. Слово «Parabellum» — частина відомого латинського вислову: «Si vis pacem, para bellum» (укр. «Хочеш миру — готуйся до війни»).
22 серпня 1908 пістолет прийнято на озброєння як штатний зразок зброї самозахисту кайзерівської армії. Офіційно прийнято на озброєння німецької армії указом кайзера Вільгельма II в 1913 під назвою «Parabellumpistole Model 1908», хоча раніше війська та спецслужби вже закупали невеликі партії цього пістолета.
Вироблявся по 1942. З 1940 у війська на заміну почав надходити Вальтер П38, після чого P08 розпочали масово передавати у поліцейські та допоміжні служби. Тим не менш, велика кількість Парабелумів залишалась на озброєнні в стройових частинах.

### Попередні моделі

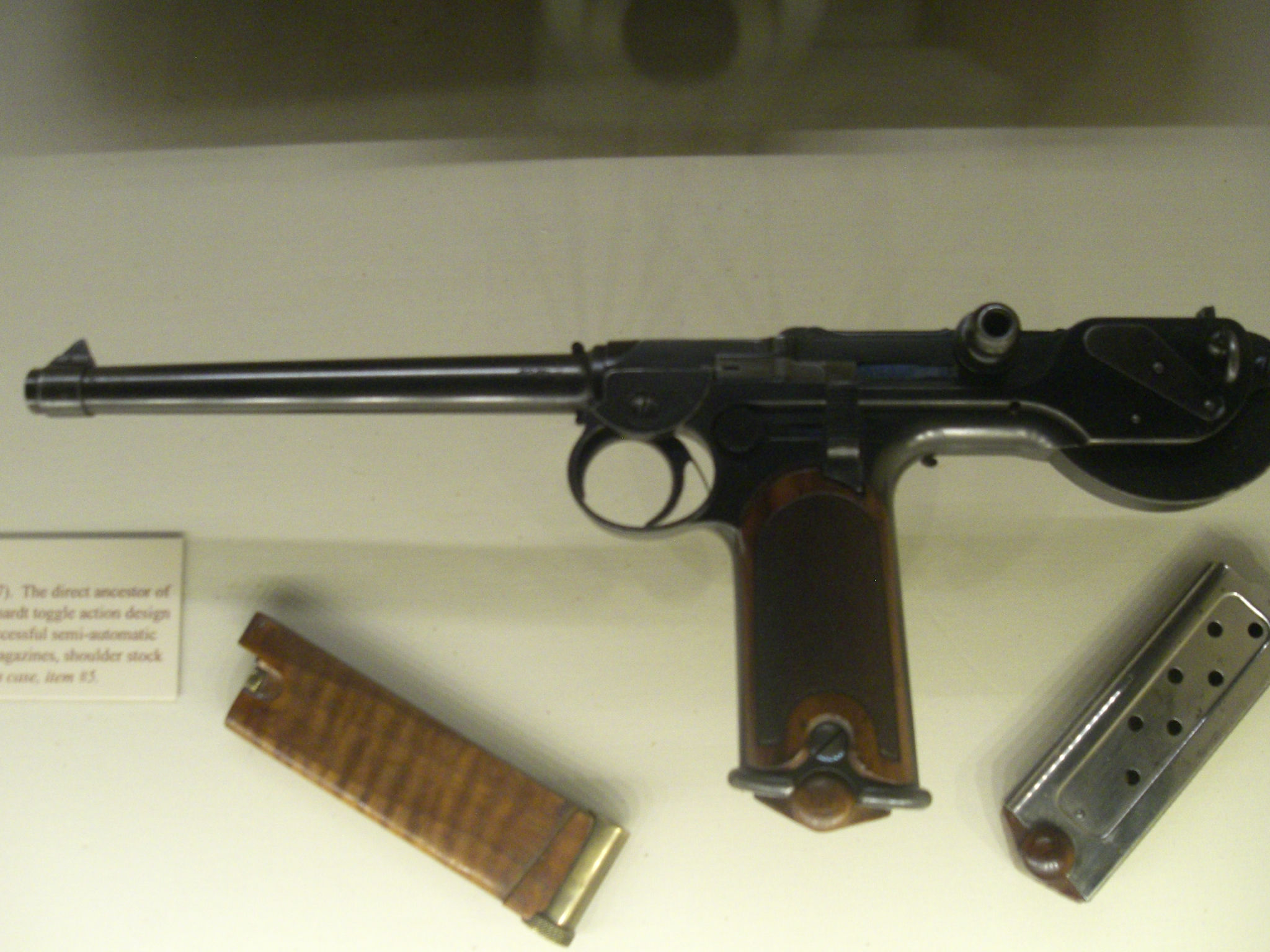
«Батько» всіх Parabellum, пістолет Борхардта С93

Гуґо Борхардт

#### Модель 1900 «Borchardt-Luger»
Попередник P08 — пістолет «Borchardt—Luger» модель 1900, був розроблений Люґером у 1898, виробництво розпочато у 1900. Конструктор цієї зброї Георг Люгер пішов шляхом дуже вдалого вдосконалення механізму пістолета С93 зразка 1893, який сконструював німецький зброяр Гуґо Борхардт (нім. Hugo Borchardt, 1844—1924). Завдяки цьому, P08, також часто називають «Борхардт—Люґер».
Як і в С93 Борхардта автоматика пістолета Люґера працювала за принципом відбою ствола при короткому його ході. Калібр залишили 7,65 мм, але патрон дещо модифікували — вкоротили гільзу до 21 мм. Патрони калібру 7,65×21 мм мали гільзи пляшкової форми, які дозволяли помістити в них більшу кількість пороху.
4 травня 1900 парламентським указом пістолет був прийнятий на озброєння швейцарської армії і стандартизований під назвою «Pistole, Ordonnanz 1900, System Borchardt-Luger». А в 1901 фірма DWM отримала замовлення на 2000 пістолетів за ціною 62 швейцарських франка ($11.96) кожен. Ці пістолети мали замінити армійський 10,4-мм револьвер зр. 1878 і 7,5-мм револьвер зр. 1882 в арсеналі швейцарських офіцерів. В тому ж році його приймає на озброєння болгарська армія. В 1902 модель 1900 у кількості 1000 пістолетів придбав уряд США для випробування в армії.
Принциповою відмінністю моделі 1900 стала пластинчата поворотна пружина замість спіральної та автоматичний запобіжник з клавішею на тильному боці рукоятки.
Його особливості:
- Калібр — 7,65 мм
- Маса кулі — 6,02 г
- Початкова швидкість кулі — 360 м/с

#### Модель 1902

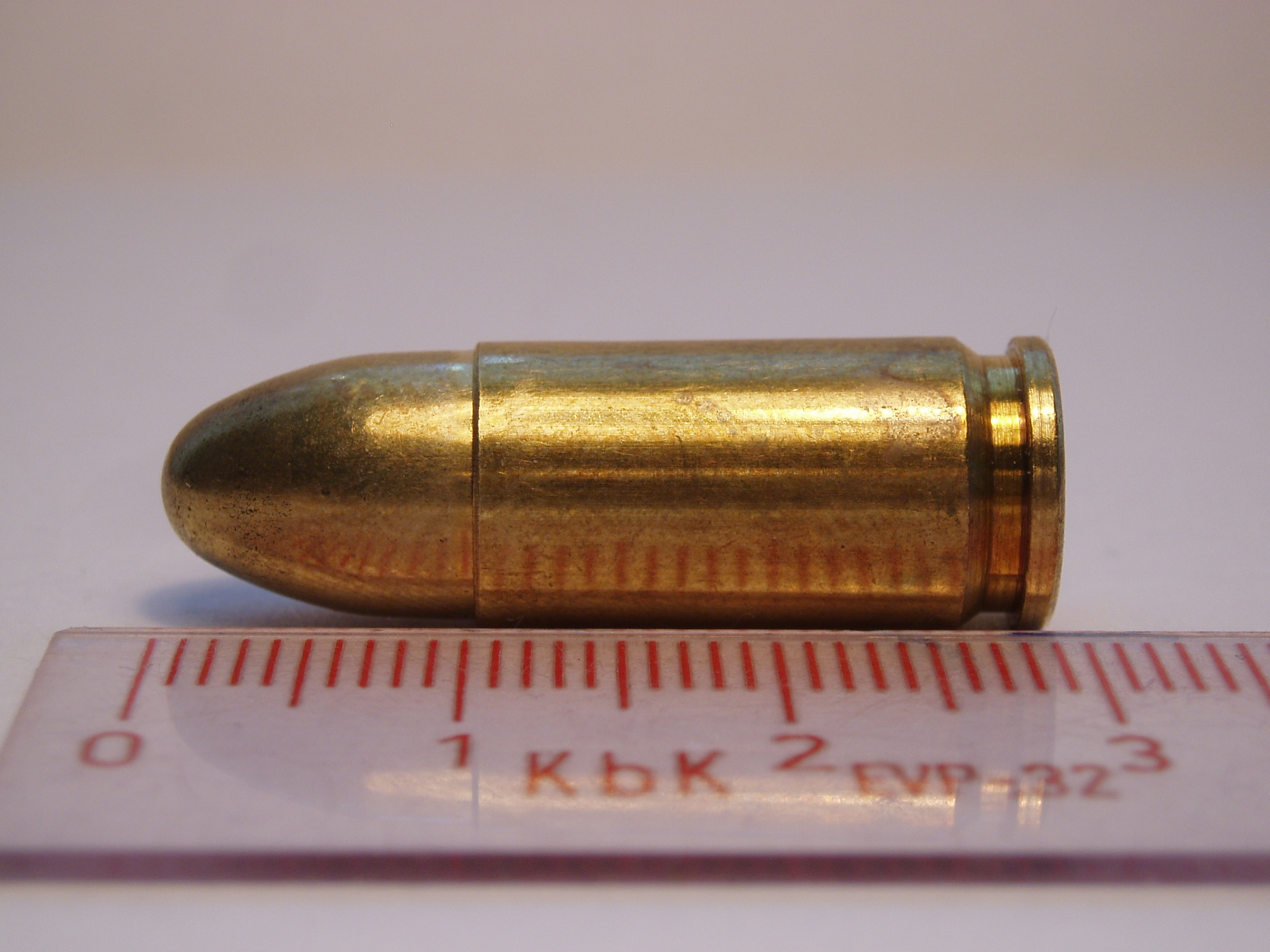
Набій 9×19mm Parabellum

Фактично експериментальний зразок. Люґером було розширено дульце гільзи патрона 7,65 мм під нову кулю 9×19mm Parabellum. Гільза патрона з пляшкової форми перетворилася на циліндричну. В першу чергу змін зазнав ствол та патронник. Ствол калібру 7,65 мм викручувався, а замість нього вкручувався ствол калібру 9 мм, дещо товщий за свого попередника.

#### Морська модель 1904
12 грудня 1904 командуванням Кайзерліхмаріне було прийнято на озброєння Parabellum під назвою «9×19 мм пістолет Борхардт—Люґер, морська модель 1904». Фірма DWM отримала замовлення на виготовлення 24 000 пістолетів цієї моделі.
Його особливості:
- калібр 9 мм, під нову кулю 9×19mm Parabellum
- подовжений до 150 мм ствол
- два запобіжника — класичний прапорцевий та автоматичний на лівій стороні рамки
- кількість нарізів скорочено з шістьох до чотирьох
- на тильному боці руків'я знаходився паз для кріплення дерев'яної кобури-прикладу
- пружинний викидач замінено новим — з вертикальним зубом
- перехідний цілик, на 100 та 200 м замість постійного на 25 м
- вказівник наявності патрона в патроннику — фірмова ознака пістолетів Parabellum. Вперше застосовано на морський моделі

Німецька агентурна розвідка замовила невелику кількість 7,65 мм Parabellum моделі 1904, пристосованих для безшумно—безполуменевої стрільби. Для цього використовувалися глушник конструкції Максима з гумовим обтюратором, або багатокамерний глушник з алюмінію, який не мав обтюратора.

#### Модель 1906
Parabellum модель 1906 — перший пістолет нового типу, який отримав назву «класичний» Luger. Виготовлявся у двох модифікаціях: під патрони 7,65 мм та 9 мм. В пістолеті пластинчата поворотна пружина була замінена більш потужною та надійною — гвинтовою, яка працювала на стискання. Змінена конструкція запобіжника — він запирав безпосередньо шептало, автоматичний запобіжник було демонтовано. Нову модель замовили: Бразилія 5000 шт., Болгарія 1250 шт., Росія 1000 шт. Для проведення випробувань у військах Пруське військове міністерство замовило, а DWM виготовила 4000 пістолетів моделі 1906.
Його особливості:
- довжина ствола 100 мм, під патрон 9 мм
- довжина ствола 120 мм, під патрон 7,65 мм
- один запобіжник — прапорцевий

## Виробництво

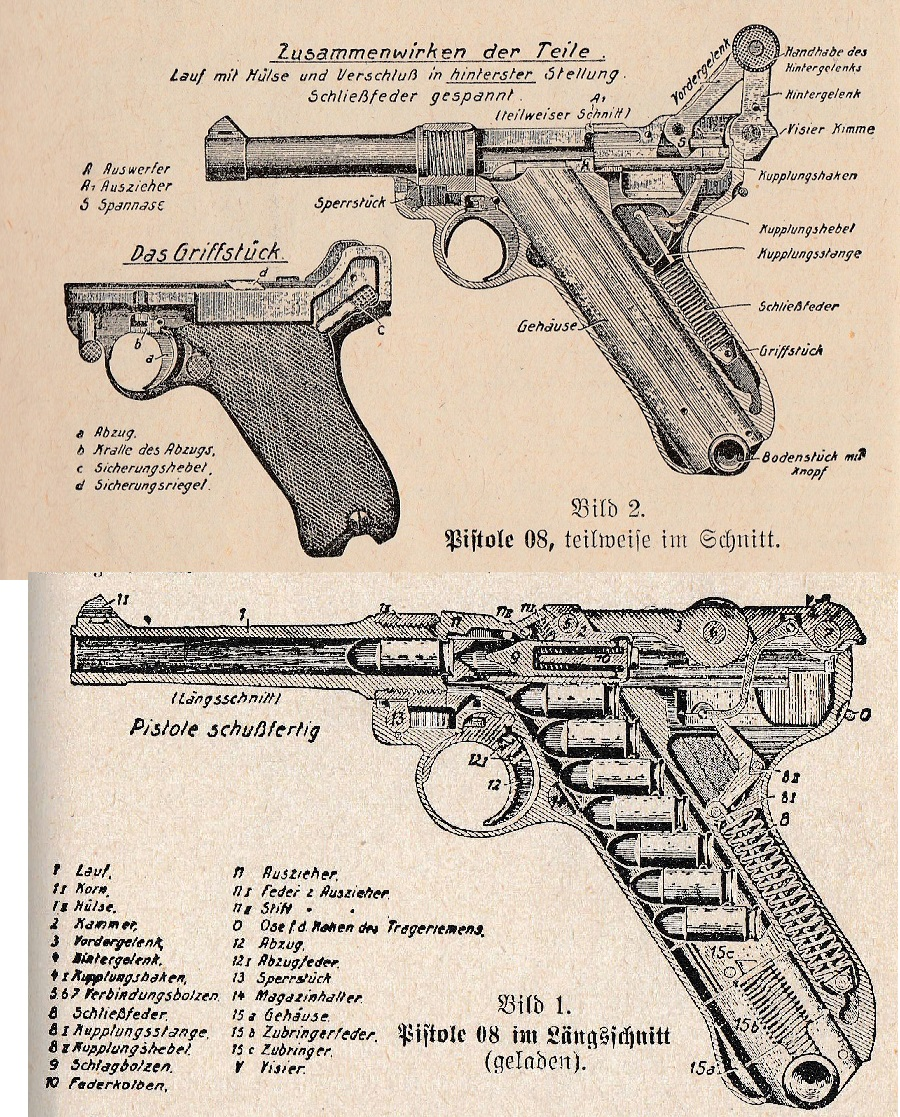
Наочний посібник

Загальна кількість виготовлених Німеччиною Р08 була приблизно 2 818 000 шт. На частку DWM припало 1 331 882 Парабелум, проте всіх моделей.
- До Першої світової війни було виготовлено 332 000 Parabellum pistole Model 1908
- Під час війни було виготовлено 1 521 000 шт
- В період з 1920 по 1942 — 965 000 шт, в тому числі в Третьому Рейху за період 1934—1942 було виготовлено 930 600 шт. P08

Першим розпочали виробництво P08 на підприємстві «Deutsche Waffen und Munitionsfabriken» (DWM) у 1908, а з 1911 замовлення було додатково розміщено на підприємствах Державного арсеналу в м. Ерфурті. Частину комплектуючих для арсеналу в Ерфурті виготовляв Державний арсенал в м. Шпандау. Станом на початок 1914 армія отримала 250 000 пістолетів. DWM також виготовляла пістолети для комерційного продажу.
Загалом, від 1908 та до кінця Першої світової війни (1918), було виготовлено понад 1 770 000 P08 різних модифікацій. Зокрема DWM виготовила від 1908 по 1918 908 275 шт, а Державний арсенал в м. Ерфурт від 1911 по 1918—686 100 шт. Решта виробів припала на інші підприємства.
Після війни німцям було заборонено виготовляти зброю з довжиною ствола понад 100 мм та калібром більше 8 мм. Єдиною фірмою, що мала право на виробництво військової стрілецької зброї була «Simson und Co» в м. Зуль. Вона налагодила виробництво Parabellum, з довжиною ствола 98 мм, на власній виробничій базі, але на обладнанні, отриманому від Державного арсеналу в м. Ерфурті. Складали пістолети здебільшого з деталей, виготовлених фірмою DWM під час війни. Вироблена зброя йшла на експорт, а також, в невеликих обсягах для Рейхсверу та поліції. DWM, вже під назвою «Berlin-Karlsruher Industrie-Werke» AG (BKIW), у 1922 поновила виготовлення P08. З 1925 виготовлення P08 за ліцензією від BKIW, розпочала збройова фірма «Heinrich Krieghoff». Всього з 1920 по 1930 для внутрішніх потреб було виготовлено близько 35 000 пістолетів.
В 1930 BKIW передає всі права на P08 фірмі «Mauser-Werke» AG, яка з 1 травня 1930 у місті Оберндорф-на Неккарі розпочала виробництво.
Значне зростання виробництва P08 почалося після приходу Гітлера до влади. Головним виробником пістолетів залишалася фірма «Mauser-Werke» AG. Через великі обсяги замовлення, виробництво магазинів для Р08 було за субконтрактом передано зульський фірмі «K.G. Haenel». Поряд із значними закупівлями для армії і відносно невеликими для Кригсмарине, СД, поліція та війська СС придбали після 1933 приблизно 30 000 пістолетів Parabellum. У 1935 фірма «H. Krieghoff» отримала замовлення Люфтваффе на 10 000 пістолетів Р08 і до 1942 виготовила 9200 шт.
На початок Другої світової війни в частинах Вермахту було більш ніж 500 000 пістолетів P08. В 1970 виробництво пістолета поновила західнонімецька фірма «Mauser-Werke A.G.», з калібрами 7.65 та 9 мм

### Маркування
Після Першої світової, P08, що вироблялися для внутрішнього споживання, маркувалися таким чином. Число (рік) 1918, проставлялося на стволі — виготовлено з деталей DWM та арсеналу в Ерфурті. Числа 1920 та 1921 — виготовлено «Simson und Co».
«Mauser-Werke» A.G. наносила на своїх виробах спеціальні тавра. У 1934—1941 — маркування S/42, з 1942 — код byf, що проіснував до кінця виробництва цієї зброї.

## Країни, де Парабелум стояв на озброєнні, та головні імпортери

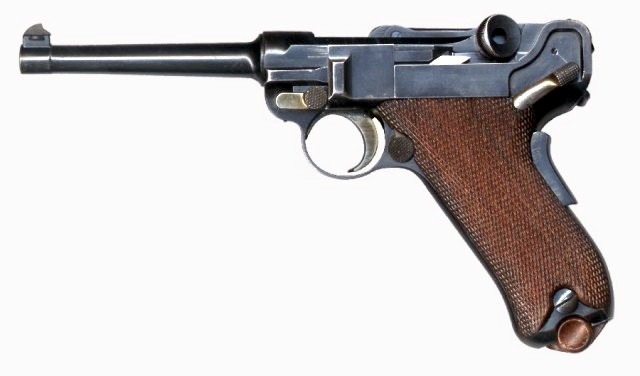
Модель 1900 для швейцарської армії

Користувався неабияким попитом в багатьох країнах світу, а в деяких стояв на озброєнні.
- Алжир
- Німецька імперія та інші державні утворення
- НДР
- Болівія
- Болгарія
- Чилі
- КНР
- Іспанія
- Естонія
- Фінляндія
- Франція
- Греція
- Іран
- Ірландія
- Ізраїль
- Португалія
- Румунія
- Туреччина
- Югославія
- Російська імперія
- Чад
- Лівія
- Норвегія
- Польща

Головними імпортерами P08 були США, (туди він постачався під назвою «Luger»), Болгарія, Фінляндія, Голландія, Португалія та Швейцарія, де також було налагоджено виробництво.

## Схожі моделі в інших країнах

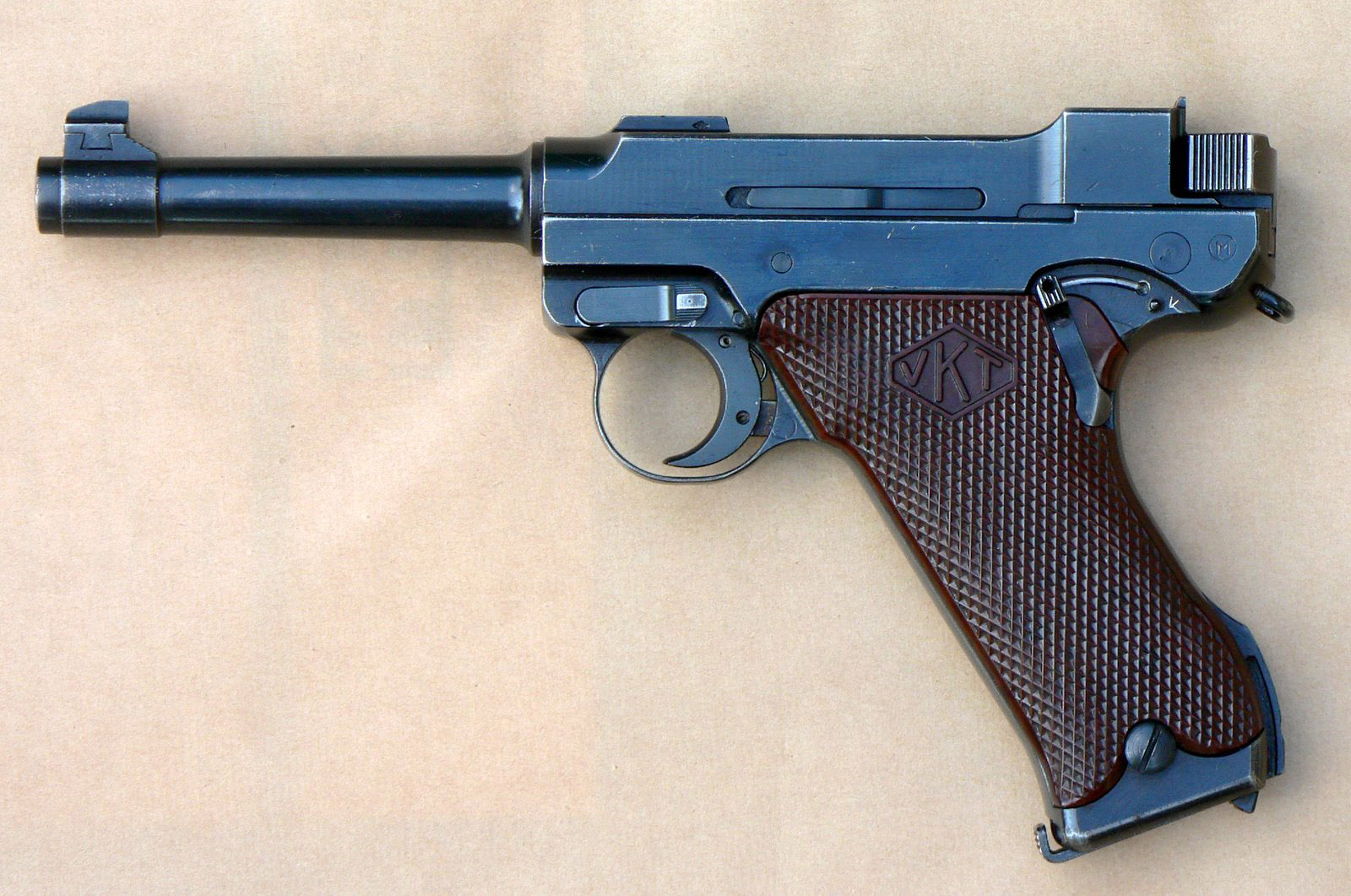
Лахті L-35

- Лахті L-35 (Фінляндія) — фінський пістолет, розроблений майстром—зброярем Аїмо Лахті та серійно виготовлявся з 1935 по 1952
- Намбу (Японська імперія), моделі 1914, 1925 та 1934 років

## Пістолет Люгера в масовій культурі
Пістолети Люгера присутні у багатьох фільмах та відеоіграх, події в яких відбуваються в Першій чи Другій світових війнах, як зброя німецьких військових.

### У кінематографі
- Ліга видатних джентльменів — позолочений пістолет використовує Доріан Грей.
- Полювання на піранью — зброя Прохора Петровича, головного злодія.
- Снайпер: Зброя відплати
- 17 миттєвостей весни
- Диво-жінка
- Брати по зброї

### У відеоіграх
- Return to Castle Wolfenstein
- Wolfenstein — пістолет зустрічається лише у катсценах, для використання у грі недоступний.
- Velvet Assassin — окрім бойових пістолетів, зустрічаються декоративні посріблені як колекційні предмети.
- NecroVisioN
- Indiana Jones and the Emperor's Tomb — пістолети з глушниками вокористовують співробітники гестапо.
- Resident Evil: Code Veronica та Resident Evil: The Darkside Chronicles — зброя одного з головних героїв ігор, Стіва Бернсайда.
- Payday 2 — у грі називається Parabellum.
- Heroes & Generals